# Ясен Попов
Ясен Попов е български автомобилен състезател, пилотиращ за тима на „М-Тел Рали Тим“, състезава се с автомобил Мицубиши Лансър Ево 9, навигатор му е Даниел Попов.

## Биография
Роден е на 30 ноември 1965 година в София.

### Състезателна кариера
Започва кариерата си през 1988 г. като навигатор.
През 1990 г. заменя навигаторското място за това на пилот.
През 1997 г. става Балкански шампион и шампион на писта на България.
През 1998 г. е Национален шампион, Балкански шампион, седми в крайното класиране на Европейския шампионат, 2005 г.
Национален рали шампион с Мицубиши Лансър Ево 8, печели 1-во място на Рали OMV Валдфиъртел, Европейската купа-Изток. С това става първият български екипаж, който печели рали в Западна Европа.
След като 5 г. се състезава за екипа на „OMV Рали тим“, през 2008 преминава в М-Тел Рали Тим.
През 2009 година печели 42-рото Рали Сърбия.
Ясен Попов е първият българин управлявал автомобил WRC.